# Sophie Straat
Sophie Schwartz (Amsterdam, 28 juli 1994), bekend onder haar artiestennaam Sophie Straat, is een zangeres die een combinatie van levens- en protestliederen van politiek linkse signatuur zingt. Die artiestennaam verwijst naar dat ze in haar jeugd veelal op straat speelde.
Ze is dochter van een Amerikaanse vader en Britse moeder. Ze groeide op in De Pijp.

## 2020-2021
Schwartz studeerde aan de Koninklijke Academie van Beeldende Kunsten in Den Haag en maakte naar eigen zeggen "uit heimwee naar Amsterdam" de bakfiets tot onderwerp van haar afstuderen. Voor dit afstudeerproject nam ze een single op, een ouderwetse smartlap getiteld, "Groen Amsterdam" (Danny de Munk zong mee). Dat was zo'n succes, dat ze samen met producer en muzikant Wieger Hoogendorp een heel album opnam, getiteld 't Is niet mijn schuld. Met dit album won Straat in maart 2021 een Edison Pop voor Beste Album in de categorie 'Hollands'. De jury prees de plaat, omdat het actuele thema's onder de aandacht brengt. De nummers gaan onder andere over woningnood, racisme en seksisme.
Samen met de Haagse band Goldband maakte ze in 2021 een nummer voor de Tweede Kamerverkiezingen 2021, waarin ze oproept om op een vrouw te stemmen: "Tweede Kamer".
In samenwerking met Bud maakte ze dat jaar ook een lied ter ere van het 35e landskampioenschap van Ajax, opgedragen aan alle Amsterdammers en Ajacieden: "Voor Ajax".

## 2022
In 2022 maakte Sophie samen met Hilde Barwegen voor 'VPRO Dorst' de documentaire Mijn club: een ode aan voetbal over homofobie, racisme en seksisme binnen het voetbal. De documentaire komt deels voort uit de eigen ervaringen van de maaksters waarbij zij als voetbalsters met discriminatie te maken kregen. 
Ook speelde ze dat jaar een rolletje als 'Kelsey' in de BNNVARA-webdramaserie 'Shotgun!' van Levi Verspeek. 

## 2023
In 2023 werd Sophie genomineerd voor een 'Edison Pop' in de categorie 'Hollands' voor '2022 single releases'. De prijs werd gewonnen door Mart Hoogkamer. In de categorie 'Beste Indie Act' werd ze genomineerd bij de 3FM Awards. De winnaar van die prijs werd Prins S. en De Geit. 
Al eerder stond ze in voorprogramma's van André Hazes jr. en Willeke Alberti.
Ook kwam haar album Smartlap is niet dood dat jaar uit. Het laat een combinatie horen van protestlied en levenslied. Haar voorbeeld daarin is de Zangeres Zonder Naam, die tussen haar levensliederen ook wel protestliederen zong (aangehaald voorbeeld: "Lieve Anita" over homodiscriminatie onder leiding van Anita Bryant). Op het album zingt ze onder meer een eigen tekst op de muziek van "Everywhere" van Fleetwood Mac geschreven door Christine McVie; de Nederlandse titel werd "Wat is het kut om agent te zijn". Een andere track kreeg de titel "Nooit genoeg", over drank- en drugsverslaving, deels verwijzend naar Wieger Hoogendorp. Ze had in dat jaar ook een optreden in het televisieprogramma Van krot tot vinex van Mariëlle Tweebeeke waarin Sophie ageerde tegen de gentrificatie van De Pijp. Niet veel later was ze als artiest te gast bij Spijkers met koppen.
Op 27 maart 2023 kwam de (korte) film Mooier als je lacht uit. Hierin staan de nummers "De vergiffenis: Mooier als je lacht" en "De stad is van ons" van het album Smartlap is niet dood centraal. De film gaat over vrouwen die in het dagelijks leven worden geconfronteerd met seksisme maar is ook een ode aan vriendschap en vrouw zijn.
In juni werd ze genomineerd voor de Amsterdamprijs voor de Kunst in de categorie Stimuleringsprijs ('voor de maker of organisatie die het afgelopen jaar écht vernieuwend was'). De prijs werd gewonnen door Kevin Osepa.
Op 17 augustus nam ze deel aan Pukkelpop met onder andere een lied over de Dood van Sanda Dia.

## 2024
In februari 2024 werd ze genomineerd voor een 3FM Award in de categorie 'Beste Samenwerking' voor het nummer "Energie", dat ze samen met Chibi Ichigo uitbracht. De prijs werd gewonnen door Suzan & Freek en Claude voor het nummer "Vas-y (ga maar)".

## Discografie

### Singles
Ploegendienst (band)
| Single met eventuele hitnotering(en) in de Nederlandse Top 40 | Datum van verschijnen | Datum van binnenkomst | Hoogste positie | Aantal weken | Opmerkingen                                             |
| ------------------------------------------------------------- | --------------------- | --------------------- | --------------- | ------------ | ------------------------------------------------------- |
| Groen Amsterdam                                               | 25-06-2020            | -                     | -               | -            | m.m.v. Danny de Munk                                    |
| Geluk                                                         | 13-11-2020            | -                     | -               | -            |                                                         |
| Tweede Kamer                                                  | 05-02-2021            | -                     | -               | -            | Met Goldband                                            |
| Voor Ajax                                                     | 03-05-2021            | -                     | -               | -            | Ter ere van het 35e landskampioenschap van Ajax         |
| Nooit genoeg                                                  | 06-08-2021            | -                     | -               | -            |                                                         |
| Wat is het kut om agent te zijn                               | 12-11-2021            | -                     | -               | -            | Muziek : Everywhere (Fleetwood Mac)                     |
| Vrijheid, gelijkheid, zusterschap                             | 18-02-2022            | -                     | -               | -            | Videoclip met The House of Hopelezz                     |
| Mijn club                                                     | 10-06-2022            | -                     | -               | -            | Titelsong documentaire "Mijn club: een ode aan voetbal" |
| Tweede Kamer (The Outsiders Remix)                            | 29-07-2022            | -                     | -               | -            | Met Goldband en Outsiders                               |
| Mannen                                                        | 02-12-2022            | -                     | -               | -            |                                                         |
| Mooier als je lacht                                           | 27-01-2023            | -                     | -               | -            |                                                         |
| Energie                                                       | 29-09-2023            | -                     | -               | -            | met Chibi Ichigo                                        |
| Gebroken Spiegels                                             | 19-01-2024            | -                     | -               | -            | met Metropole Orkest                                    |
| Energie - Parrish Smith Remix                                 | 10-05-2024            | -                     | -               | -            | met Chibi Ichigo en Parrish Smith                       |
| Het outro                                                     | 01-11-2024            | -                     | -               | -            |                                                         |
| Vlinder                                                       | 03-01-2025            | -                     | -               | -            |                                                         |
| Mannenbaby                                                    | 28-03-2025            | -                     | -               | -            |                                                         |
| Hoe kan het                                                   | 16-04-2025            | -                     | -               | -            | met Meetsysteem                                         |
| Dansen met de dood                                            | 02-05-2025            | -                     | -               | -            |                                                         |
| Liefdesliedjes                                                | 06-06-2025            | -                     | -               | -            | met Ploegendienst (band)                                |

### Albums
| Album met eventuele hitnotering(en) in de Nederlandse Album Top 100 | Datum van verschijnen | Datum van binnenkomst | Hoogste positie | Aantal weken | Opmerkingen                                             |
| ------------------------------------------------------------------- | --------------------- | --------------------- | --------------- | ------------ | ------------------------------------------------------- |
| 'T is niet mijn schuld (EP)                                         | 10-11-2020            | -                     | -               | -            | Winnaar 'Edison Pop' in de categorie 'Hollands' in 2021 |
| Smartlap is niet dood                                               | 03-03-2023            | 11-03-2023            | 14              | 1            | Nummer 1 in de 'Vinyl 33'                               |

#### Tracklist 'T is niet mijn schuld
1. Kinderpsycholoog
2. Jessie
3. De Pijp
4. Groen Amsterdam (m.m.v. Danny de Munk)
5. Hey Yvonne
6. Geluk
7. Ik meen 't

#### Tracklist Smartlap is niet dood
1. Smartlap is niet dood
2. De vergiffenis
3. Tweede Kamer (met Goldband)
4. Mooier als je lacht
5. Mijn club
6. Papa
7. Mannen
8. Vrijheid, gelijkheid, zusterschap
9. Oranje boven
10. Nooit genoeg
11. Wat is het kut om agent te zijn
12. De stad is van ons